# Đội tuyển bóng đá bãi biển quốc gia Hy Lạp
Đội tuyển bóng đá bãi biển quốc gia Hy Lạp đại diện Hy Lạp ở các giải thi đấu bóng đá bãi biển quốc tế và được điều hành bởi HFF, cơ quan quản lý bóng đá ở Hy Lạp.

## Đội hình hiện tại
Chính xác tính đến tháng 8 năm 2012
Ghi chú: Quốc kỳ chỉ đội tuyển quốc gia được xác định rõ trong điều lệ tư cách FIFA. Các cầu thủ có thể giữ hơn một quốc tịch ngoài FIFA.
| Số | VT | Quốc gia | Cầu thủ                       |
| -- | -- | -------- | ----------------------------- |
| 1  | TM |          | Dimitrios Nikolaou            |
| 4  | HV |          | Konstantinos Papastathopoulos |
| 5  | HV |          | Theophilos Triantafyllidis    |
| 8  | TĐ |          | Nikos Bertsias                |
| 9  | TV |          | Ioannis Dellaportas           |

| Số | VT | Quốc gia | Cầu thủ                                   |
| -- | -- | -------- | ----------------------------------------- |
| 10 | TV |          | Paraskevas Konstantakopoulos (đội trưởng) |
| 12 | TM |          | Panagiotis Pertsas                        |
| 15 | TV |          | Nektarios Bertsias                        |
| 18 | TĐ |          | Eleftherios Kouvaras                      |
| 20 | TĐ |          | Ilias Bousmpouras                         |

Huấn luyện viên: Stefanos Soilemes